# Friedrich Hielscher

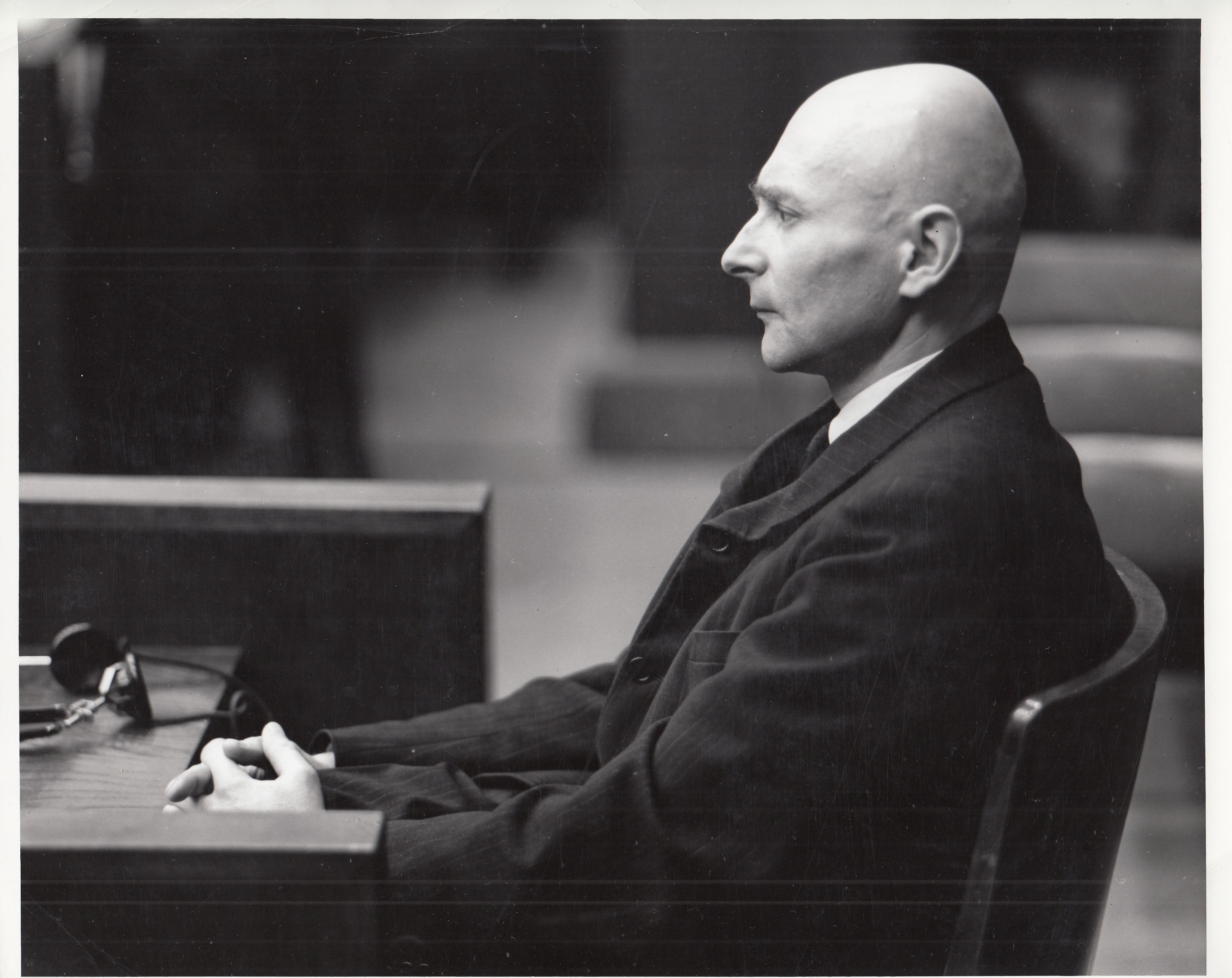
Friedrich Hielscher als Zeuge der Verteidigung für Wolfram Sievers im Nürnberger Ärzteprozess 1947

Friedrich Hielscher (* 31. Mai 1902 in Plauen, Vogtland, als Fritz Johannes Hielscher, ab 1926 amtlich Hans Friedrich Hielscher; † 6. März 1990 in Furtwangen) war ein nationalrevolutionärer Publizist in der Weimarer Republik. Als Religionsphilosoph gründete er eine nichtchristliche Freikirche.
Hielscher gilt als einer der eigenwilligsten Köpfe, die dem Spektrum der sogenannten Konservativen Revolution zugeordnet werden. Charakteristisch für ihn sind ein streng systematisches, deduktives Vorgehen bei der Entwicklung seiner Lehre, die Fähigkeit zur Synthese von geistigen Anregungen höchst unterschiedlicher Richtungen sowie die allmähliche, doch konsequente Transformation von zunächst noch im Bereich des Politischen verorteten Positionen (zum Beispiel seines Begriffes vom Reich) in die Sphäre des ausschließlich Religiösen.

## Biographie

### Herkunft und Ausbildung
Friedrich Hielscher wurde als Sohn von Gertrud Hielscher geb. Erdmenger und Fritz Hielscher geboren. Getauft wurde er auf den Namen Fritz Johannes, änderte seinen Namen aber später in Hans Friedrich und schließlich in Friedrich.
Nachdem er 1919 am Gymnasium in Guben das Notabitur abgelegt hatte, schloss er sich am 10. Juni 1919 einem Freikorps an, das Ende 1919 in die Reichswehr eingegliedert wurde. Als seine Einheit sich 1920 am Kapp-Putsch beteiligen wollte, verließ er sie, da er den Putsch-Versuch für eine „Dummheit“ hielt. Er studierte Rechtswissenschaft an der Friedrich-Wilhelms-Universität Berlin und wurde 1923 Mitglied des Corps Normannia Berlin. 1926 promovierte er bei Otto Koellreutter an der Universität Jena zum Dr. iur. Danach arbeitete er bis zum November 1927 im Staatsdienst. Im Rahmen seiner Dissertation hatte er sich intensiv mit dem Werk von Oswald Spengler (den er in diesem Zusammenhang in seiner Münchner Wohnung besuchte) und Friedrich Nietzsche (Forschungen im Weimarer Nietzsche-Archiv und Bekanntschaft mit Elisabeth Förster-Nietzsche, der Schwester des Philosophen) auseinandergesetzt und die entsprechenden Erkenntnisse für erste eigene Überlegungen zu staats-, religions- und rechtsphilosophischen Fragen nutzbar gemacht. Die Identifikation mit Nietzsche, der schon seit langem sein Leitbild war, ging so weit, dass sich Friedrich Hielscher nach dem Preußenkönig Friedrich dem Großen und Friedrich Nietzsche selbst als „dritten großen Friedrich“ betrachtete und aus diesem Grund seinen Vornamen 1926 in „Friedrich“ änderte.

### Nationalrevolutionärer Publizist
Im selben Jahr begann er seine Arbeit als Publizist in der von Ernst Jünger herausgegebenen nationalrevolutionären Zeitschrift Arminius. Hielscher bewegte sich von nun an im Umfeld der Konservativen Revolution und wurde auch Mitglied der Gesellschaft zum Studium des Faschismus. Dabei stand er über Jahre in regem Austausch mit Persönlichkeiten wie Ernst Jünger, dessen Bruder Friedrich Georg Jünger, August Winnig, Franz Schauwecker, Friedrich Wilhelm Heinz und Ernst von Salomon. Mit dem Vormarsch (ab Juni 1928) und dem Reich (seit Oktober 1930) gab er zwei wichtige Zeitschriften dieser Geistesströmung heraus. 1931 erschien Hielschers politisch-philosophisch intendiertes Buch Das Reich, das lebhafte Debatten weit über das konservativ-revolutionäre Spektrum hinaus auslöste. In Ernst Jüngers Tagebüchern und in Ernst von Salomons Nachkriegswerk Der Fragebogen erscheint Hielscher mehrfach unter dem Spitznamen „Bogo“ oder „Bogumil“, in Friedrich Georg Jüngers autobiographischen Erinnerungen Spiegel der Jahre wird er unter dem Namen „Helmer“ dargestellt.

### Die Unabhängige Freikirche
1933, einige Zeit nach seinem Austritt aus der evangelischen Kirche, begründete Hielscher seine eigene, weitgehend konspirativ wirkende Glaubensgemeinschaft, die „Unabhängige Freikirche (UFK)“, in deren Lehre sich panentheistische Elemente (mit starkem Bezug auf Johannes Scotus Eriugena und Johann Wolfgang von Goethe) sowie Überlieferungen des traditionellen, zum Teil auf heidnische Wurzeln zurückgehenden Volksglaubens verbanden. Die UFK, der zu ihrer Blütezeit in den 1950er Jahren etwa 50–60 Personen, darunter nicht wenige Akademiker in teilweise einflussreichen Positionen (so z. B. Rolf Kluth, der spätere Leiter der Staats- und Universitätsbibliothek Bremen, und Arno Deutelmoser, seinerzeit Leiter einer niedersächsischen Heimvolkshochschule), angehörten, bestand de facto noch bis 1984, de jure sogar über Hielschers Tod hinaus bis heute.

### Widerstandsgruppe
Nach der „Machtergreifung“ durch die Nationalsozialisten 1933 wurde Hielscher als „regimefeindlich“ eingestuft, sein Buch Das Reich sowie die gleichnamige Zeitschrift verboten. Nach eigener Darstellung gründete Hielscher im Geheimen eine Widerstandsgruppe, die plante, das Dritte Reich von innen zu unterwandern. Widerstandsgruppe und Freikirche überschnitten sich, von übereinstimmenden ethischen Motiven geprägt, personell in starkem Maße, ohne jedoch völlig identisch zu sein. Mitglieder des Hielscher-Kreises waren u. a. in Funktionen bei der Abwehr platziert und unterstützten in verschiedenen Fällen politisch Verfolgte. Wegen seiner Freundschaft zu einigen Verschwörern des 20. Juli 1944 wurde Hielscher nach dem Attentat verhaftet, kam jedoch aufgrund des Einsatzes seines Freundes Wolfram Sievers, des Reichsgeschäftsführers des SS-Ahnenerbes, wieder frei. Trotz seiner ablehnenden Haltung gegenüber dem Nationalsozialismus war er Mitglied in verschiedenen NS-Organisationen, wie der Nationalsozialistischen Volkswohlfahrt (NSV) und im NS-Altherrenbund.
Im Juli 1939 hatte er die 15 Jahre jüngere Liese-Lotte Gertrud Daumann († 7. März 2003 in Furtwangen) geheiratet.

### Spätwerk und Nachlass
Nach dem Ende des Zweiten Weltkriegs zog sich Hielscher weitgehend aus der Öffentlichkeit zurück und lehnte insbesondere jegliches weitere Eingreifen in die politischen Geschehnisse ausdrücklich ab. Er führte aber sein publizistisches Schaffen fort (so im Rahmen seiner 1954 bei Rowohlt erschienenen Autobiographie Fünfzig Jahre unter Deutschen) und stand in zum Teil langjähriger Korrespondenz mit Persönlichkeiten wie Ernst Jünger, Theodor Heuss, Karl August Wittfogel, Alfred Kantorowicz, Karl Otto Paetel und Karl Rahner. Der größte Teil seines umfangreichen Spätwerkes, das hauptsächlich Themen der Theologie, der Religionsgeschichte und der Religionsphilosophie gewidmet war, blieb jedoch unveröffentlicht, von einigen Aufsätzen in der Deutschen Corpszeitung (deren Schriftleiter er war), in den jährlichen Festschriften des Kösener Senioren-Convents-Verbandes sowie in dem Jahrbuch Einst und Jetzt abgesehen. Für den Kösener Senioren-Convents-Verband fungierte er zeitweilig auch als Beauftragter für hochschulpolitische Fragen. Der umfangreiche Nachlass Hielschers mit Hunderten von bislang noch nicht publizierten bzw. nur im Rahmen seiner Unabhängigen Freikirche verbreiteten Typoskripten befindet sich seit 1991 im Kreisarchiv des Schwarzwald-Baar-Kreises in Villingen-Schwenningen, die Handakten aus seiner Zeit als Schriftleiter der Deutschen Corpszeitung im Kösener Archiv im Institut für Hochschulkunde an der Universität Würzburg.
Nach dem Zweiten Weltkrieg lebten Hielscher und seine Frau zunächst im hessischen Marburg und dann im unterfränkischen Münnerstadt. Ihre letzten Jahrzehnte verbrachten sie zurückgezogen auf dem abgelegenen Rimprechtshof bei Schönwald im Schwarzwald. Mit 88 Jahren im Krankenhaus von Furtwangen gestorben, wurde Hielscher auf dem Friedhof von Schönwald beigesetzt.

## Lehre

### Gott, der Alleinwirkliche
Im Zentrum von Hielschers „heidnischer Theologie“ stand der Glaube an „Gott, den Alleinwirklichen und Allmächtigen“, den „Ureinen“, der nicht im Sinne des Gottes der Bibel, sondern in Kategorien des Panentheismus gedacht war: als Gott, der in sich die gesamte Welt enthielt und zugleich ewig in ihr wirkte, ohne dabei in ihr aufzugehen – das Sein Gottes enthielt nach Hielscher die Welt, ging aber unendlich über sie hinaus. Alle anderen Götter sowie Geister, Menschen, Tiere, Pflanzen, Mineralien usw. waren in dieser Sicht aus der göttlichen Allseele des „Alleinwirklichen“ hervorgehende „Besonderungen“, die ob ihrer Vergänglichkeit im Hier und Jetzt in einem ewigen Kreislauf in die göttliche Allseele zurückkehrten, um irgendwann erneut aus ihr herausbesondert zu werden. In dieser Vorstellung wurden Anklänge an das Bild der „ewigen Wiederkunft“ des späten Nietzsche deutlich, von dem Hielscher bereits als Student stark beeinflusst war.

### Die Himmlischen Boten
Als die höchsten Besonderungen des alleinwirklichen Gottes galten Hielscher dessen zwölf in der Welt wirkenden „Himmlischen Boten“ (sechs männliche und sechs weibliche), denen der Rang von „Göttern“ und „Göttinnen“ zukam. Ihnen waren die 24 Feste im Jahres-Festzyklus seiner Freikirche gewidmet. Bei der charakterisierenden Beschreibung der „Himmlischen Boten“ und der Gestaltung der Feste griff Hielscher in starkem Maße auf die germanische Mythologie sowie auf zahlreiche Überlieferungen des mittel- und nordeuropäischen Volksglaubens zurück.

### Theologia Naturalis
Obwohl Hielscher von seinen Anhängern – nach einmal getroffener freier Entscheidung für einen bestimmten Glauben und dessen Lehrsystem – stets äußerste Konsequenz in Glaubensdingen forderte, lehnte er andere, seines Erachtens von „den fremden Göttern gestiftete“ Religionen (Christentum, Judentum, Islam, Hinduismus usw.) keineswegs pauschal ab. Vielmehr betonte er die Idee eines Zusammenstehens „aller Gläubigen aller Religionen“ gegen die „Ungläubigen“, die als Materialisten und Atheisten nur der rein stofflichen Welt einen Wert zumaßen. Als gemeinsame Grundlage aller Religionen sah er dabei keine Offenbarung, sondern die „Theologia Naturalis“ (Natürliche Theologie) an, die laufend weiterzuentwickeln sei.

### Glaubensbekenntnis
Bereits Ende 1929 formulierte Hielscher in einem Brief an Ernst Jünger ein erstes Glaubensbekenntnis. Nach verschiedenen Modifikationen war für die Angehörigen seiner Freikirche das folgende Bekenntnis verpflichtend, von dem aus alle weiteren Elemente seiner Lehre deduktiv abgeleitet wurden:
Ich glaube an Gott den Alleinwirklichen,
unseren Grund und Vater.
Ich glaube an Seine zwölf göttlichen Boten,
unsere Versöhner und Vollender.
Ich glaube an Ihr ewiges Reich,
Gottes Welt und unsere Kirche.

### Ableitungen
Das hinsichtlich der Dogmatik und Liturgik hochkomplexe und stark ausdifferenzierte Glaubenssystem Hielschers, an dessen laufendem Ausbau er von den zwanziger Jahren bis zu seinem Tode ständig arbeitete, zielte auf die Überwindung des Dualismus von „Gott“ und „Welt“ und der Trennung von Monotheismus und Polytheismus in einer neuen Ganzheitlichkeit ab. Davon abgeleitet waren Staatsvorstellungen, die im Wesentlichen theokratisch geprägt waren und die in scharfem Gegensatz zu den Ideen der Aufklärung und der Moderne, insbesondere aber auch zum völkischen, rassebezogenen Materialismus der Nationalsozialisten standen.

### Technik- und Technokratiekritik
Ebenfalls in diesem religiös determinierten Kontext entwickelte Hielscher eine Technik- und Technokratiekritik, die sich stark auf Friedrich Georg Jüngers Werk Die Perfektion der Technik bezog. Damit wurden im Rahmen der UFK schon früh (in den fünfziger Jahren) Positionen der späteren „Ökologiebewegung“ gedanklich und zum Teil auch praktisch vorweggenommen. In den technokratiekritischen Aspekten des Spätwerks spiegelten sich zugleich auch Elemente der soziologischen und geschichtsphilosophischen Forschungen von Karl August Wittfogel wider, mit dem Hielscher seit Ende der 1920er Jahre in Kontakt stand.

## Werke
- Das Reich. Hermann & Schulze, Leipzig 1931. Wurde nach Ende des Zweiten Weltkrieges in der Sowjetischen Besatzungszone auf die Liste der auszusondernden Literatur gesetzt.[6]
- Die Selbstherrlichkeit: Versuch einer Darstellung des deutschen Rechtsgrundbegriffs. Vormarsch-Verlag, Berlin 1928 (Dissertation).
- Fünfzig Jahre unter Deutschen. Rowohlt, Hamburg 1954 (Autobiographie).
- Zuflucht der Sünder. Dionysos-Verlag Thulcke & Schulze, Berlin 1959 (Autobiographischer Text über Hielschers Schulzeit).
- Die Leitbriefe der Unabhängigen Freikirche. Mit einer Einführung herausgegeben von Dr. Peter Bahn. Telesma-Verlag, Schwielowsee 2009.

## Aufsätze (Auswahl)
- Bürgerlichkeit und Deutschtum. In: Neue Standarte. Arminius, Kampfschrift für deutsche Nationalisten Nr. 33 (1926) v. 5. September 1926, S. 5
- Innerlichkeit und Staatskunst. In: Neue Standarte. Arminius, Kampfschrift für deutsche Nationalisten v. 26. Dezember 1926, S. 6–8
- Die Faustische Seele. In: Die Neue Standarte. Arminius v. 3. Februar 1927, S. 4 f.
- Die Alten Götter. In: Die Neue Standarte. Arminius v. 27. Februar 1927, S. 7 f.
- Für die unterdrückten Völker ! In: Die Neue Standarte. Arminius v. 16. März 1927, S. 3–5
- Die ewige Wiederkunft. In: Arminius v. 28. August 1927, S. 2 f.
- Afghanistan und die islamische Bewegung. In: Die Islamische Gegenwart. Monatsschrift für die Zeitgeschichte des Islam. Heft 4 / 5 (April / Mai) 1928, S. 57 f.
- Japan, Russland und der Westen. In: Der Vormarsch, Heft 12 (Mai 1928), S. 317–319
- Imperialismus und Nationalismus. In: Der Vormarsch, Ausgabe März 1929
- Die große Verwandlung. In Ernst Jünger (Hg.): Krieg und Krieger. Berlin 1930, S. 127–134
- Die wirklichen Mächte. In Franz Schauwecker (Hg.): Mondstein. Magische Geschichten. 20 Novellen. Berlin 1930, S. 240–249
- Der Geist der Wirtschaft. In: Das Reich, 1. Jg. (1930 / 31), Heft 8 (Mai 1931), S. 150–156
- Die Heraufkunft der Kräfte. In Hans Troebst (Hg.): Stecowa. Phantastisches und Übersinnliches aus dem Weltkrieg. Berlin 1932, S. 195–205
- Duell und Mensur. In: Festschrift zum Kösener Congreß vom 1. bis zum 4. Juni in Würzburg. O.O. 1960, S. 37–59
- Die geistesgeschichtlichen Grundlagen der Kösener Corps. In: Festschrift zum Kösener Congresse vom 6. bis zum 9. Juni 1962 in Würzburg. O.O. 1962 (Neunte Festschrift des HKSCV), S. 7–33
- Das kanonische Urteil der katholischen Kirche über die Mensur im 19. Jahrhundert. In: Einst und Jetzt. Jahrbuch des Vereins für corpsstudentische Geschichtsforschung. 7. Band (1962), S. 91–117
- Corps und Propaganda. In: Die Kösener Freiheit. Festschrift zum Kösener Congresse vom 29. Mai bis zum 1. Juni 1963 in Würzburg. O.O.1963 (Zehnte Festschrift des HKSCV), S. 36–60
- Toleranz und Wahrheit. In: Humanitas honos noster. Festschrift zum Kösener Congresse vom 2. bis zum 5. Juni 1965 in Würzburg. O.O. 1965 (Zwölfte Festschrift des HKSCV), S. 19–48
- Zweikampf und Mensur. In: Einst und Jetzt. Jahrbuch des Vereins für corpsstudentische Geschichtsforschung. 11. Band (1966), S. 171–199
- Schillers klassischer Ort in der Geschichte. In: Die Stifter und Friedrich Schiller. Festschrift zum Kösener Congresse vom 25. bis zum 28. Mai 1966 in Würzburg. O.O.1966 (Dreizehnte Festschrift des HKSCV), S. 51–61
- Herkunft und Wesen der Mensur. In: Die Mensur. Herkunft, Recht und Wesen. Dokumentation des Kösener SC-Verbandes, überreicht durch den Kösener Senioren-Convents-Verband und den Verband Alter Corpsstudenten. O.O. 1968 (Vierte Denkschrift des HKSCV. Herausgegeben zum Kösener Congresse 1968), S. 9–32
- Noblesse oder Elite (1. Teil). In: Einst und Jetzt. Jahrbuch des Vereins für corpsstudentische Geschichtsforschung. 14. Band (1969), S. 89–97
- Noblesse oder Elite (2. Teil). In: Einst und Jetzt. Jahrbuch des Vereins für corpsstudentische Geschichtsforschung. 15. Band (1970), S. 130–138
- Noblesse oder Elite (3. Teil und Schluß). In: Einst und Jetzt. Jahrbuch des Vereins für corpsstudentische Geschichtsforschung. 17. Band (1972), S. 38–52
- Fünfzig Jahre unter Deutschen, Rowohlt, Hamburg, 1954.

### Monographien zu Hielscher
- Ina Schmidt: Der Herr des Feuers. Friedrich Hielscher und sein Kreis zwischen Heidentum, neuem Nationalismus und Widerstand gegen den Nationalsozialismus. SH-Verlag, Köln 2004, ISBN 3-89498-135-0 (zugleich Diss. an der Universität Hamburg bei Stefan Breuer 2002; vgl. Rezension bei H-Soz-u-Kult).
- Peter Bahn: Friedrich Hielscher (1902-1990). Einführung in Leben und Werk. Bublies, Schnellbach 2004, ISBN 3-926584-85-8.
- Ernst Jünger / Friedrich Hielscher. Briefwechsel. Herausgegeben, kommentiert und mit einem Nachwort von Ina Schmidt und Stefan Breuer. Klett-Cotta, Stuttgart 2005, ISBN 3-608-93617-3.
- Kurt M. Lehner: Friedrich Hielscher: Nationalrevolutionär, Widerständler, Heidenpriester. Schöningh, Paderborn 2015, ISBN 978-3-506-78134-5.

### Aufsätze zu Hielscher
- Peter Bahn: Die Hielscher-Legende. Eine panentheistische „Kirchen“-Gründung des 20.Jahrhunderts und ihre Fehldeutungen. In: Gnostika. Heft 19 (2001), S. 63–76.
- Peter Bahn: Ernst Jünger und Friedrich Hielscher: eine Freundschaft auf Distanz. In: Les Carnets Ernst Jünger, Nr. 6 (2001), S. 127–145
- Peter Bahn: „Doch blieb er im Kern Theologe“. Begegnungen Friedrich Georg Jüngers mit Friedrich Hielscher. In Tobias Wimbauer (Hg.): Anarch im Widerspruch. Neue Beiträge zu Werk und Leben der Gebrüder Jünger. Edition Antaios, Schnellroda 2004 (Das Luminar. Schriften zu Ernst und Friedrich Georg Jünger. Band 3).
- Peter Bahn: HIELSCHER, Friedrich. In: Biographisch-Bibliographisches Kirchenlexikon (BBKL). Band 30, Bautz, Nordhausen 2009, ISBN 978-3-88309-478-6, Sp. 635–638 (Artikel/Artikelanfang im Internet-Archive).
- Werner Barthold: Die geistige Leistung Friedrich Hielschers für das Kösener Corpsstudententum. In: Einst und Jetzt. Jahrbuch des Vereins für corpsstudentische Geschichtsforschung. 36. Band (1991), S. 279–282
- Marcus Beckmann: Die Wiederkunft der Götter. Friedrich Hielscher als politischer Publizist 1926 – 1933. In: Jahrbuch zur Konservativen Revolution 1994. Köln 1994, S. 265–272
- Stefan Breuer / Ina Schmidt: Der Literat und der Theokrat. Ernst Jünger und Friedrich Hielscher. In Günter Figal, Georg Knapp (Hg.): Verwandtschaften. Jünger-Studien. Band II, Tübingen 2003, S. 92–115
- Rolf Kluth: Die Widerstandsgruppe Hielscher. In: Puls. Dokumentationsschrift der Jugendbewegung. Nr. 7 (Dezember 1980), S. 22–27
- Kurt Lehner: Antiwestliches Denken: Zum Beispiel Friedrich Hielscher. In: Criticón 174, Sommer 2002, S. 36–40
- Baal Müller: Grausam und gemütlich. Ernst Jüngers Freundschaft mit Friedrich Hielscher. In: Sezession, Heft 22 (Februar 2008), S. 42 f.
- Klaus Schiller: Politische Religiosität. In: Walter Künneth, Helmuth Schreiner (Hg.): Die Nation vor Gott. Zur Botschaft der Kirche im Dritten Reich. Berlin 1933, S. 422–440.
- Karlheinz Weißmann: Friedrich Hielscher. Eine Art Nachruf. In: Criticón 123, Januar / Februar 1991, S. 25–28.

### Weitere Literatur mit Bezügen zu Hielscher
Sachbücher
- Louis Dupeux: „Nationalbolschewismus“ in Deutschland 1919–1933. Kommunistische Strategie und konservative Dynamik. Beck, München 1985, ISBN 3-406-30444-3 (dt. Übers. der 1974 in Paris verteidigten Habilitationsschrift).
- Friedrich Georg Jünger: Spiegel der Jahre. Erinnerungen. Klett-Cotta, Stuttgart 1980, ISBN 3-12-904061-7.
- Michael H. Kater: Das „Ahnenerbe“ der SS 1935-1945: Ein Beitrag zur Kulturpolitik des dritten Reiches (zuletzt geprüft am 9. Januar 2010). Oldenbourg Wissenschaftsverlag, München 2006. ISBN 978-3-486-57950-5
- Hans-Georg Meier-Stein: Die Reichsidee 1918–1945. Das mittelalterliche Reich als Idee nationaler Erneuerung. San-Casciano-Verlag, Aschau 1998, ISBN 3-928906-22-4.
- Armin Mohler: Die Konservative Revolution in Deutschland 1918–1932. Ein Handbuch. Ares-Verlag, Graz 1999, ISBN 3-902475-02-1 (zugl. Dissertation, Universität Basel 1949).
- Karl Otto Paetel: Nationalbolschewismus und nationalrevolutionäre Bewegungen in Deutschland. Geschichte, Ideen, Personen. Verlag Bublies, Schnellbach 1999, ISBN 3-926584-49-1 (früherer Titel: Versuchung oder Chance? Zur Geschichte des deutschen Nationalbolschewismus).
- Otto E. Schüddekopf: Nationalbolschewismus in Deutschland 1918-1933. Ullstein, Frankfurt/M. 1973, ISBN 3-548-02996-5 (früherer Titel: Linke Leute von rechts).

Belletristik
- Ernst von Salomon: Der Fragebogen. Rowohlt, Reinbek 1999, ISBN 3-499-10419-9.